# Milano-Mantova 1947
La Milano-Mantova 1947, diciassettesima edizione della corsa, si svolse il 20 aprile 1947 su un percorso di 224 km. La vittoria fu appannaggio dell'italiano Quirino Toccacelli, che completò il percorso in 6h25'00", precedendo i connazionali Antonio Covolo e Alfredo Martini. 
I corridori che tagliarono il traguardo di Mantova furono 46.

## Ordine d'arrivo (Top 10)
| Pos. | Corridore                  | Squadra                    | Tempo                      |
| ---- | -------------------------- | -------------------------- | -------------------------- |
| 1    | Quirino Toccacelli         | Olmo                       | 6h25'00"                   |
| 2    | Antonio Covolo             | Monterosa                  | ?                          |
| 3    | Alfredo Martini            | Welter-Ursus               | ?                          |
| 4    | Olimpio Bizzi              | Viscontea                  | ?                          |
| 5    | Vittorio Seghezzi          | Lygie-Pirelli              | ?                          |
| 6    | Italo De Zan               | Lygie-Pirelli              | ?                          |
| 7    | Giovanni Ronco             | Wilier Triestina           | ?                          |
| 8    | Angelo Menon               | Lygie-Pirelli              | ?                          |
| 9    | Remo Sala                  | Fuchs                      | ?                          |
| 10   | 29 ciclisti a s.t. ex æquo | 29 ciclisti a s.t. ex æquo | 29 ciclisti a s.t. ex æquo |